# 梅尔·奥勃朗
梅尔·奥勃朗（英語：Merle Oberon，1911年2月19日—1979年11月23日），或译默尔·奥伯伦，英国女演员，她的电影生涯始于英国1933年电影《亨利八世的私生活》中扮演的安妮·伯林。1934年在《红花侠》中获得成功之后，前往美国为塞缪尔·戈德温拍摄电影。她因在《黑暗天使》（1935）中的表演而获得奥斯卡最佳女主角奖的提名。1937年的一次交通事故造成了面部受伤，这原本会终止她的职业生涯，但她康复后再次活跃于电影和电视界。